# New England Complex Systems Institute
Das New England Complex Systems Institute (NECSI) ist eine unabhängige Forschungs- und Bildungseinrichtung in Cambridge (Massachusetts).

## Tätigkeit
Das NECSI wurde 1996 gegründet und widmet sich der Erforschung Komplexer Systeme. Daneben bietet das Institut Zertifikatskurse für Berufstätige und Studierende an, die sich entweder anwendungsorientiert abgegrenzten Themengebieten oder Grundlagen der Modellierung und Datenanalyse widmen.

## Rezeption
Im deutschen Sprachraum medienwirksam waren unter anderem die Prognose des Arabischen Frühlings, den die Forschenden vorrangig auf die nach der Deregulierung des Rohstoffmarktes wiederholt gestiegenen Nahrungsmittelpreise in der Region zurückführten, sowie die zunehmende Segregation der Wahlberechtigten um die US-Präsidentschaftswahlen 2016.
Im Zuge der COVID-19-Pandemie startete das Institut die EndCoronaVirus.org-Kampagne. Über das zugehörige Portal werden Vorschläge zur schnellen Eingrenzung des Infektionsgeschehens zusammengetragen und neben den institutseigenen Ressourcen auch Crowdsourcing angewandt. Neben kurzen, aber „harten Lockdowns“ plädiert das Team insbesondere für die Verfolgung der Green-Zone-Strategie, nach der Regionen oder Länder ohne Infektionsgeschehen durch Grenzschließungen dauerhaft geschützt werden sollen, während strikte Infektionsschutzmaßnahmen in umliegenden Territorien die schrittweise Ausweitung unbelasteter Gebiete erlauben. Der Vorschlag, der in gewisser Weise das Prinzip der Abtrennung besonders betroffener Orte umkehrt beziehungsweise ergänzt, wurde 2020 und 2021 im deutschsprachigen Raum durch Personen wie Melanie Brinkmann und Aktive aus dem Zero-Covid-Umfeld aufgegriffen und medial diskutiert. Die Strategie wurde bereits im April 2020 durch Miquel Oliu-Barton (Paris-Dauphine) und Bary S. R. Pradelski (CNRS, Oxford) vorgeschlagen und in Frankreich und Spanien umgesetzt.

## Mitglieder (Auswahl)
- NECSI-Gründer und -Präsident Yaneer Bar-Yam auf der Wikimania (2014)Yaneer Bar-Yam (Gründungspräsident)
- Nassim Nicholas Taleb
- Charles Cantor
- Terrence Deacon
- Jerome Kagan
- Mehran Kardar
- Les Kaufman
- Seth Lloyd
- Thomas Schelling
- Peter Senge
- John Sterman

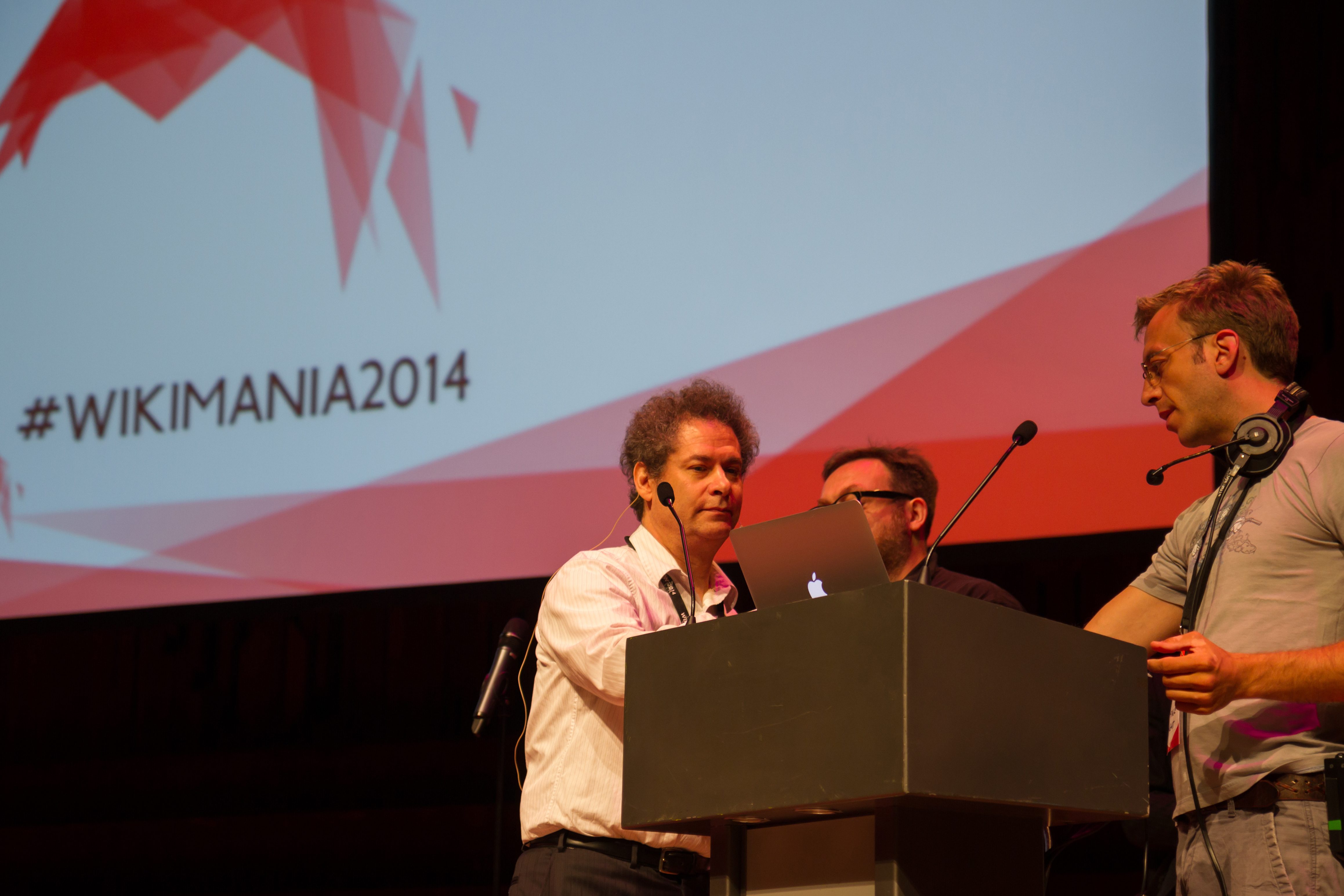
NECSI-Gründer und -Präsident Yaneer Bar-Yam auf der Wikimania (2014)

Neben den hauseigenen Forschern teilt sich das NECSI Dozenten und Studenten mit benachbarten Elite-Universitäten wie dem Massachusetts Institute of Technology (MIT), der Harvard University, der Brandeis University sowie weiteren Universitäten weltweit. Zu den Dozierenden gehörten dabei mehrfach Alex Pentland und Stephen Wolfram.